# John Thach
John Smith „Jimmy” Thach (ur. 19 kwietnia 1905 w Pine Bluff, zm. 15 kwietnia 1981 w Coronado) – amerykański wojskowy, admirał United States Navy, pilot marynarki z okresu II wojny światowej, twórca taktyki walki powietrznej zwanej od jego nazwiska „Thach Weave” oraz taktyki obrony floty przed atakami kamikaze, tzw. big blue blanket.

## Życiorys
John Smith „Jimmy” Thach był synem Jamesa H. oraz Jo Bacage. Podobnie jak jego starszy brat, James Jr., ukończył Akademię Marynarki Wojennej w 1927. Odbył służbę na pokładach pancerników „Mississippi” i „California”, w latach 1929–1930 ukończył kurs pilotażu. Uznany za zdolnego pilota, otrzymał przydział do elitarnego dywizjonu VF-1B, znanego popularnie jako High Hats. W 1931 wraz z innymi pilotami brał udział w nagrywaniu scen lotniczych do filmu Hell Divers z Clarkiem Gable. Później służył jako pilot samolotów eksperymentalnych.
W chwili ataku na Pearl Harbor był dowódcą dywizjonu myśliwskiego VF-3, stacjonującego na pokładzie lotniskowca „Lexington”, a po jego zatopieniu w bitwie na Morzu Koralowym na „Yorktown”. Dla zniwelowania przewagi taktycznej japońskich myśliwców Zero, opracował nową taktykę walki powietrznej, zastosowaną z sukcesami podczas bitwy pod Midway. Została nazwana od jego nazwiska: Thach Weave.
Złożony z czterech samolotów klucz leciał frontem par z odstępem między nimi 270–360 m. Para atakowana zakręcała natychmiast w kierunku drugiej pary, która widząc ten manewr skręcała w stronę pary atakowanej. W ten sposób atakujący samolot narażał się na atak czołowy drugiej pary. Manewr mógł być wykonywany przez dwa lecące obok siebie samoloty lub dwie pary.
W późniejszym okresie wojny został przeniesiony na stanowisko instruktora taktyki w Jacksonville. Powrócił na Pacyfik jako oficer operacyjny sztabu admirała Johna S. McCaina, dowódcy zespołu lotniskowców uderzeniowych TF 38. Opracował taktykę wczesnego wykrywania i zapobiegania atakom kamikaze (big blue blanket). Był obecny przy podpisywaniu aktu kapitulacji Japonii.
Podczas wojny koreańskiej dowodził lotniskowcem eskortowym „Sicily”, w latach 1953–1954 lotniskowcem „Franklin D. Roosevelt”. W 1955 awansował do stopnia kontradmirała (Rear Admiral). W latach 1963–1965 służył, w stopniu wiceadmirała (Vice Admiral) jako zastępca Szefa Operacji Morskich do spraw lotnictwa. 25 marca 1965 awansował do stopnia admirała (Admiral) i został mianowany dowódcą sił morskich Stanów Zjednoczonych w Europie. Pozostawał na tym stanowisku do przejścia w stan spoczynku 1 maja 1967.
Na emeryturze zamieszkał w San Diego. Zmarł w Coronado 15 kwietnia 1981. Na jego cześć została nazwana fregata rakietowa „Thach”, typu Oliver Hazard Perry.